# Roa (рід риб)
Roa — рід окунеподібних риб родини щетинкозубих (Chaetodontidae).

## Поширення
Представники роду поширені від Червоного моря вздовж узбережжя Аравії, Індії, Японії до північної Австралії та Гаваїв. Вони живуть у глибокій воді, як правило, на глибині від 100 до 290 м , хоча японські види можна знайти на глибині 50 метрів. Їхній спосіб життя залишається майже невідомим.

## Види
Включає 8 видів:
- Roa australis Kuiter, 2004
- Roa excelsa (D. S. Jordan, 1921)
- Roa haraguchiae (Uejo, Senou & Motomura, 2020)
- Roa jayakari (Norman, 1939)
- Roa modesta (Temminck & Schlegel, 1844)
- Roa rumsfeldi (Rocha, Pinheiro, Wandell, Rocha & Shepherd, 2017)
- Roa semilunaris (Matsunuma & Motomura 2022)
- Roa uejoi (Matsunuma & Motomura 2022)